# Etnogênese
Etnogênese (português brasileiro) ou etnogénese (português europeu) (do grego ethnos ἔθνος, "grupo de pessoas" ou "nação", e genesis γένεσις, "origem, nascimento") é um conceito antropológico que pretende dar conta do processo de emergência de novas identidades étnicas ou de ressurgimento de etnias já reconhecidas, pelo qual um grupo humano começa a ver-se a si próprio ou a ser visto pelos outros como um grupo étnico distinto. 
O dicionário Aulete define o termo como o "aparecimento de uma nova identidade étnica".
Não trata apenas da dilaceração física de um determinado grupo culturalmente diferenciado, abrange também processos de transformação social pelos quais passa determinado grupo humano, não apenas politicamente, mas também em termos de definição de identidade, seleção e incorporação criativas de elementos auxiliares.